# Tri Nations 1999 (Rugby League)
Die Tri Nations 1999 waren die erste Ausgabe des Rugby-League-Turniers Tri Nations und wurden in Australien und Neuseeland ausgetragen. Im Finale gewann Australien 22:20 gegen Neuseeland.

## Austragungsorte
| Stadt    | Stadion             | Kapazität |
| -------- | ------------------- | --------- |
| Auckland | Mount Smart Stadium | 30.000    |
| Brisbane | Suncorp Stadium     | 52.500    |

## Tabelle
|     | Team                   | Spiele | Siege | Unent. | Ndlg. | Spiel- punkte | Diff. | Tabellen- punkte |
| --- | ---------------------- | ------ | ----- | ------ | ----- | ------------- | ----- | ---------------- |
| 01. | Neuseeland             | 2      | 2     | 0      | 0     | 50:26         | + 24  | 4                |
| 02. | Australien             | 2      | 1     | 0      | 1     | 64:30         | + 34  | 2                |
| 03. | Vereinigtes Königreich | 2      | 0     | 0      | 2     | 10:68         | - 58  | 0                |

### Ergebnisse
| 15. Oktober | Neuseeland     | 24 : 22 | Australien | Mount Smart Stadium, Auckland Zuschauer: 22.540 Schiedsrichter: Russell Smith |
| 15. Oktober | (24:4) Bericht |         |            | Mount Smart Stadium, Auckland Zuschauer: 22.540 Schiedsrichter: Russell Smith |

| 22. Oktober | Australien     | 42 : 6 | Vereinigtes Königreich | Suncorp Stadium, Brisbane Zuschauer: 12.511 Schiedsrichter: David Pakieto |
| 22. Oktober | (10:6) Bericht |        |                        | Suncorp Stadium, Brisbane Zuschauer: 12.511 Schiedsrichter: David Pakieto |

| 26. Oktober | Neuseeland     | 26 : 4 | Vereinigtes Königreich | Mount Smart Stadium, Auckland Zuschauer: 14.040 Schiedsrichter: Tim Mander |
| 26. Oktober | (14:0) Bericht |        |                        | Mount Smart Stadium, Auckland Zuschauer: 14.040 Schiedsrichter: Tim Mander |

## Finale
| 5. November | Neuseeland                                                                        | 20 : 22         | Australien                                                                             | Mount Smart Stadium, Auckland Zuschauer: 21.204 Schiedsrichter: Russell Smith |
| 5. November | Versuche: R. Paul, N. Vagana Erhöhungen: H. Paul (2/2) Straftritte: H. Paul (4/5) | (10:14) Bericht | Versuche: Rogers (2), Johns, Sailor Erhöhungen: Rogers (1/4) Straftritte: Rogers (1/1) | Mount Smart Stadium, Auckland Zuschauer: 21.204 Schiedsrichter: Russell Smith |

| 1                  | Richie Barnett   |
| 2                  | Nigel Vagana     |
| 3                  | Ruben Wiki       |
| 4                  | Willie Talau     |
| 5                  | Lesley Vainikolo |
| 6                  | Henry Paul       |
| 7                  | Robbie Paul      |
| 8                  | Craig Smith      |
| 9                  | Richard Swain    |
| 10                 | Joe Vagana       |
| 11                 | Stephen Kearney  |
| 12                 | Matt Rua         |
| 13                 | Logan Swann      |
| Auswechselspieler: |                  |
| 14                 | Gene Ngamu       |
| 15                 | Jason Lowrie     |
| 16                 | Nathan Cayless   |
| 17                 | David Kidwell    |

| 1                  | Darren Lockyer  |
| 2                  | Mat Rodgers     |
| 3                  | Darren Smith    |
| 4                  | Matthew Gidley  |
| 5                  | Wendell Sailor  |
| 6                  | Matthew Johns   |
| 7                  | Brett Kimmorley |
| 8                  | Jason Stevens   |
| 9                  | Craig Gower     |
| 10                 | Darren Britt    |
| 11                 | Nik Kosef       |
| 12                 | Bryan Fletcher  |
| 13                 | Brad Fittler    |
| Auswechselspieler: |                 |
| 14                 | Ryan Girdler    |
| 15                 | Shaun Timmins   |
| 16                 | Jason Smith     |
| 17                 | Michael Vella   |